# Reyon Kay
Reyon Kay (* 10. Dezember 1986 in Wellington) ist ein ehemaliger neuseeländischer Inline-Speedskater und Eisschnellläufer.

## Werdegang
Kay begann seine Karriere als Inline-Speedskater und gewann bei Weltmeisterschaften zwei Bronzemedaillen und vier Silbermedaillen. Im Eisschnelllauf nahm er im Februar 2013 in Inzell erstmals am Eisschnelllauf-Weltcup teil, wobei er in der B-Gruppe den 27. Platz über 5000 m und den 16. Platz im Massenstart errang. In der Saison 2015/16 erreichte er in Calgary mit dem dritten Platz im Massenstart seine erste Podestplatzierung im Weltcup und zum Saisonende den achten Platz im Massenstart-Weltcup. Beim Saisonhöhepunkt, den Einzelstreckenweltmeisterschaften 2016 in Kolomna, wurde er Sechster im Massenstart. In der folgenden Saison errang er beim Weltcup in Nagano den dritten Platz in der Teamverfolgung und holte bei den Einzelstreckenweltmeisterschaften 2017 in Gangneung die Silbermedaille in der Teamverfolgung. Zudem lief er dort auf den 23. Platz im Massenstart. Nach Platz drei in der Teamverfolgung in Heerenveen zu Beginn seiner letzten aktiven Saison 2017/18, kam er in Calgary auf den zweiten Platz im Massenstart und in Salt Lake City auf den dritten Platz in der Teamverfolgung. Beim Saisonhöhepunkt, den Olympischen Winterspielen 2018 in Pyeongchang, belegte er den 26. Platz über 1500 m, den 12. Rang im Massenstart und den vierten Platz in der Teamverfolgung. Die Saison beendete er erneut auf dem achten Platz im Massenstart-Weltcup.

## Erfolge

### Olympische Spiele
- 2018 Pyeongchang: 4. Platz Teamverfolgung, 12. Platz Massenstart, 26. Platz 1500 m

### Einzelstrecken-Weltmeisterschaften
- 2016 Kolomna: 6. Platz Massenstart
- 2017 Gangneung: 2. Platz Teamverfolgung, 23. Platz Massenstart

### Inline-Speedskating-Weltmeisterschaften
- 2005 Suzhou: 2. Platz Staffel (Straße), 3. Platz Staffel (Bahn)
- 2006 Anyang: 2. Platz Staffel (Bahn)
- 2009 Zürich: 2. Platz Langstrecke, 3. Platz Staffel (Straße)
- 2011 Yeosu: 2. Platz Staffel (Bahn)

## Persönliche Bestzeiten im Eisschnelllauf
| Disziplin | Zeit        | Datum            | Ort     |
| --------- | ----------- | ---------------- | ------- |
| 500 m     | 36,79 s     | 19. März 2016    | Calgary |
| 1000 m    | 1:10,36 min | 19. März 2016    | Calgary |
| 1500 m    | 1:45,79 min | 3. Dezember 2017 | Calgary |
| 3000 m    | 3:41,16 min | 13. Oktober 2012 | Inzell  |
| 5000 m    | 6:22,57 min | 1. Dezember 2017 | Calgary |